# حمید مراکشی
حمید مراکشی (انگلیسی: Hamid Merakchi؛ ۲۸ ژانویهٔ ۱۹۷۶ – ۱۶ نوامبر ۲۰۲۴) بازیکن فوتبال اهل الجزایر بود.

## سوابق باشگاهی
از باشگاه‌هایی که او در آنها بازی کرده‌است، می‌توان به باشگاه فوتبال مولودیه الجزایر، باشگاه فوتبال مولودیه وهران، باشگاه فوتبال اتحاد الحراش و باشگاه ورزشی گنچلربیرلیغی اشاره کرد.
وی همچنین در تیم‌های ملی فوتبال الجزایر بازی کرده‌است.